# Арсеньєв (місто)
Арсе́ньєв — місто (з 1952) у Приморському краї Росії, за 160 км на північний схід від Владивостоку. Площа міста 90,74 км².
Розташоване у передгір'ях Сіхоте-Алінь, у долині (правобережжя) річки Арсеньєвка (притока Уссурі).

## Історія
Засноване в 1902 як село Семенівка, що об'єднало декілька сусідніх сіл. В 1938 село було перетворене на робітниче селище Семенівка.
В 1952 році робітниче селище отримало статус міста і було перейменоване на Арсеньєв — на честь відомого російського вченого, мандрівника, письменника і дослідника Далекого Сходу Володимира Клавдійовича Арсеньєва.

## Географія
Місто розташоване у долині річки Арсеньєвка (стара назва Даубіхе), через місто протікає річка Дачна.
Над містом височіє сопка Обзорна заввишки 875 м. З неї видно дивовижну панораму Арсеньєва, долину річки Арсеньєвки, територію заказника «Тихий», відроги хребта Сіхоте-Алінь.

## Галерея

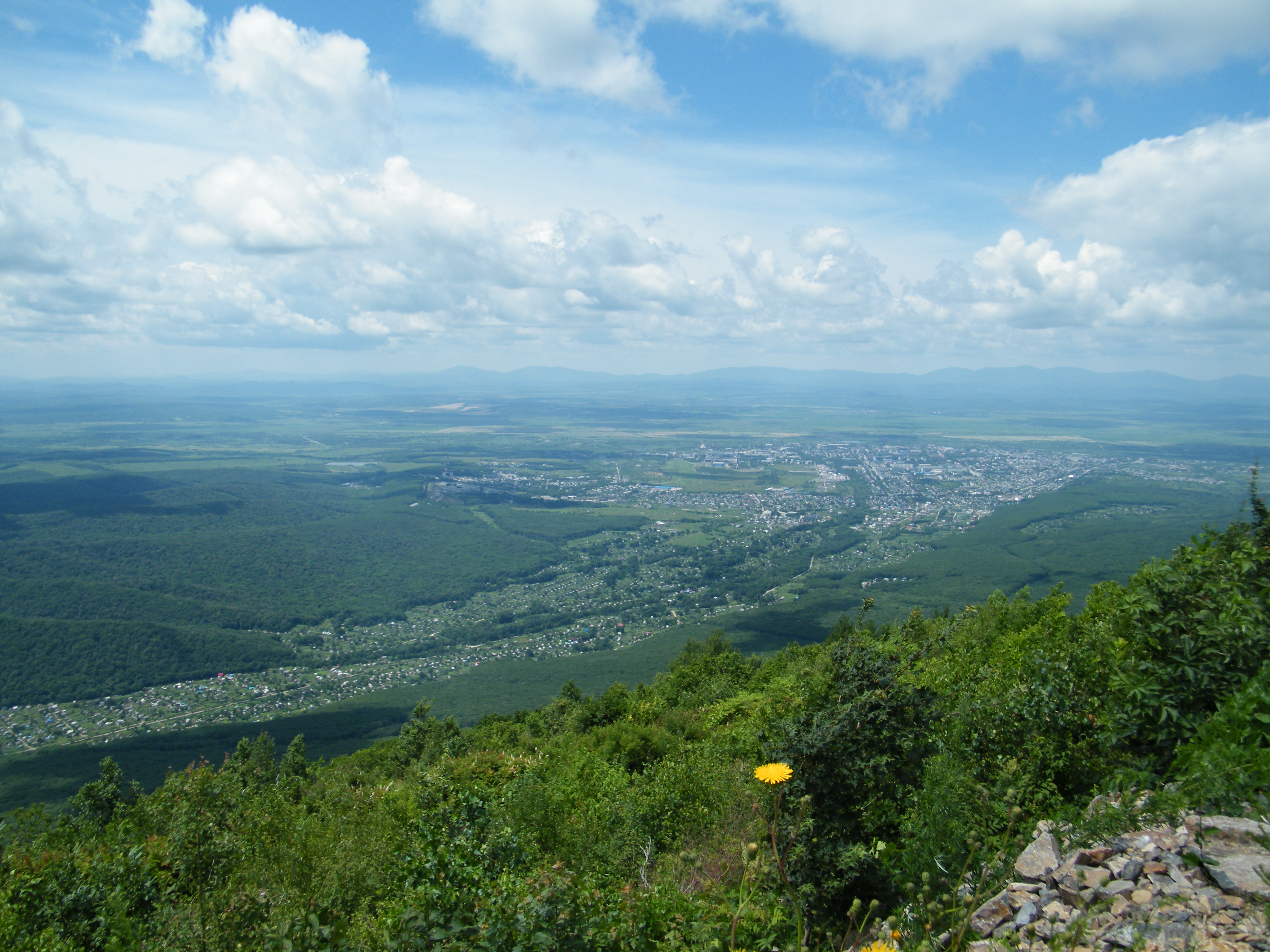
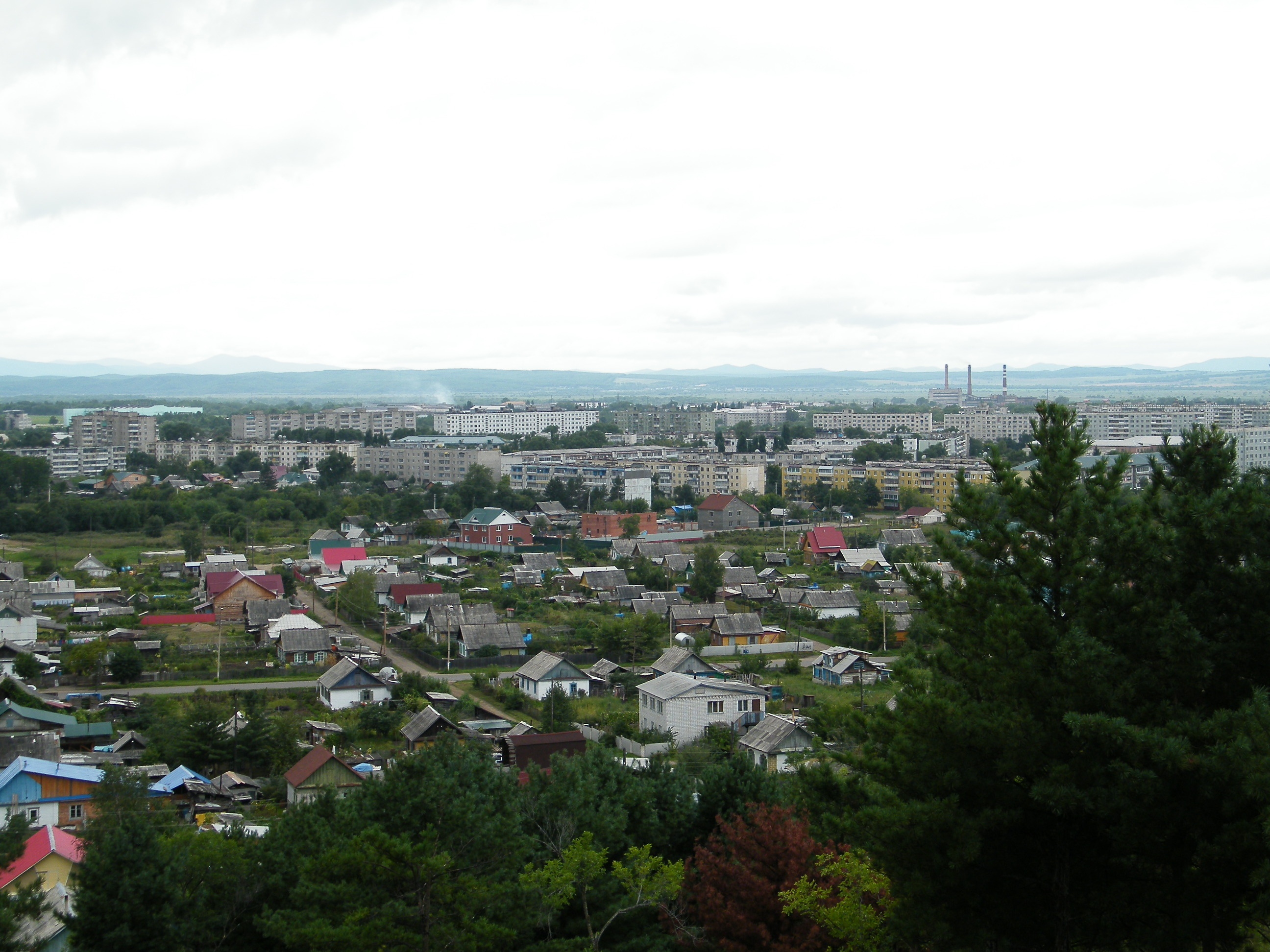
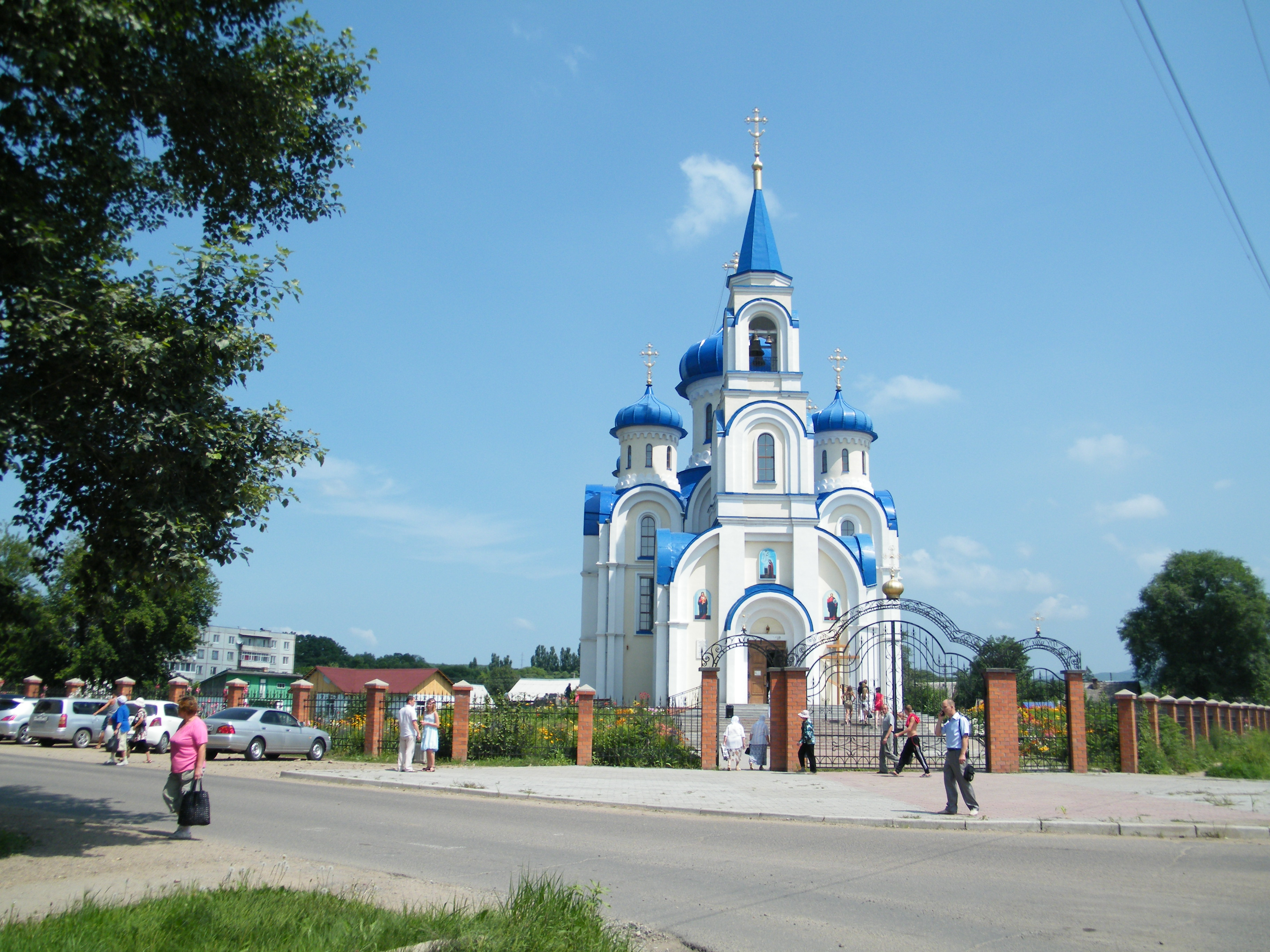
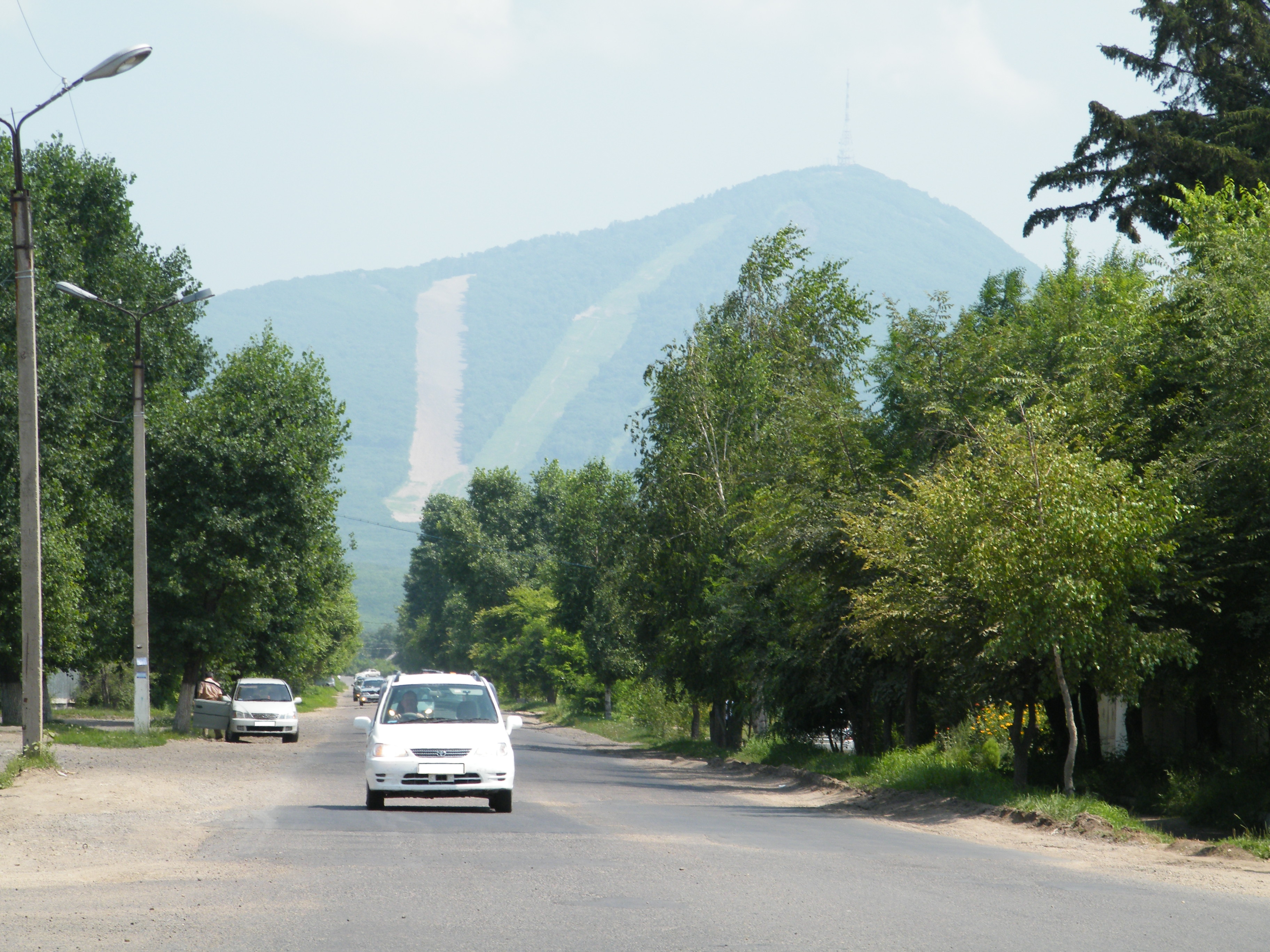

## Відомі уродженці
- Авдєєв Сергій Григорович — український артист музичної комедії, співак (баритон), заслужений артист України.